# Nesterove, Bârzula
Nesterove (în ucraineană Нестерове, în trecut Nesterevo) este un sat în comuna Ocna din raionul Bârzula, regiunea Odesa, Ucraina.

## Demografie
Componența lingvistică a localității Nesterove
     Ucraineană (86,14%)
     Română (10,89%)
     Rusă (2,97%)
Conform recensământului din 2001, majoritatea populației localității Nesterove era vorbitoare de ucraineană (86,14%), existând în minoritate și vorbitori de română (10,89%) și rusă (2,97%).